# Apteka jezuicka w Grodnie
Apteka jezuicka w Grodnie (także: apteka Adamowicza, apteka farna, apteka Stępniewskiego) – apteka zbudowana przy rynku w Grodnie w 1709 roku i nadbudowana w 1763 roku - najstarszy tego typu budynek na terytorium obecnej Białorusi.

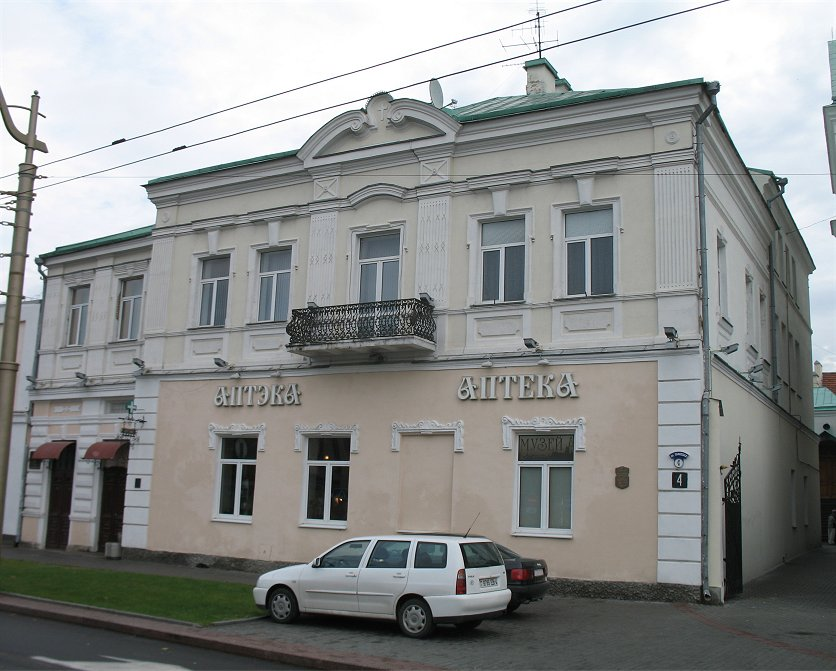
Apteka Farna w Grodnie (2009 r.)

## Historia
Apteka została założona w 1687 i początkowo znajdowała się w budynku kolegium jezuickiego – służyła bowiem mnichom oraz uczniom i wykładowcom grodzieńskiej szkoły. Celem przygotowania medykamentów wykorzystywano dziko rosnące zioła i rośliny hodowane w specjalnych ogrodach położonych przy aptece. 
W 1700 roku założono fundamenty, na których w 1709 wybudowano murowaną parterową aptekę przy Rynku, a w 1763 roku nadbudowano ją o piętro. Po likwidacji zakonu jezuitów apteka przeszła pod zwierzchnictwo Komisji Edukacji Narodowej, a po utworzeniu w Grodnie Akademii Medycznej w 1775 stała się placówką zarządzaną przez grodzieńską uczelnię. Pracował w niej wówczas francuski uczony, botanik i wykładowca Akademii Jan Emanuel Gilibert, który w budynku apteki prowadził zajęcia. 
Po III rozbiorze Polski i włączeniu Grodna do Rosji apteka została sprzedana prywatnym właścicielom, m.in. Janowi Adamowiczowi, który wyposażył ją w laboratorium chemiczne. Apteka pod jego kierownictwem uczestniczyła w badaniach właściwości leczniczych roślin oraz wody mineralnej w pobliskich Druskienikach. 

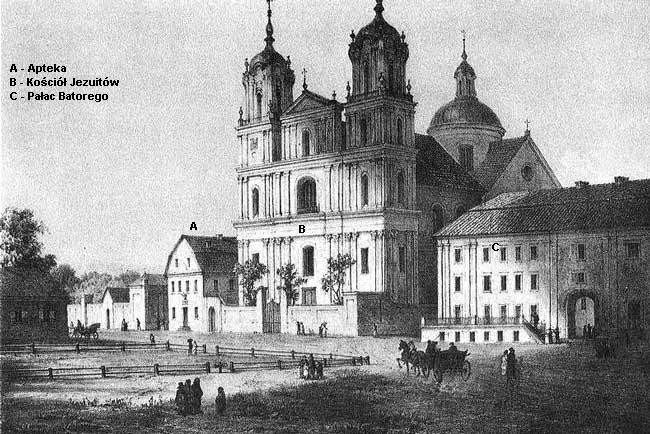
Apteka i kolegium jezuickie (połowa XIX wieku)

Od 1881 apteka należała do lokalnej parafii luterańskiej, a w 1906 kupił ją pochodzący z Kielecczyzny farmaceuta Edward Stępniewski, późniejszy prezydent Grodna. W rękach Stępniewskiego pozostała do wybuchu II wojny światowej. 
Po włączeniu miasta w skład ZSRR w 1939 placówkę upaństwowiono – działała wówczas pod nazwą "Państwowa apteka nr 3 w Grodnie". W czasie okupacji niemieckiej (1941–1944) znaczna część pracowników apteki została zamordowana przez Niemców jako "nieczysta rasowo", z kolei syna właściciela Zbigniewa Stępniewskiego NKWD rozstrzelało już w 1940 w Piatichatkach. 
Po powrocie Grodna do ZSRR apteka została ograbiona z kosztownych i zabytkowych mebli oraz urządzeń, a sam budynek przekształcono w magazyn aptekarski, a później salon meblowy i dom nauczyciela. 
Prace nad powołaniem Muzeum Farmacji rozpoczęły się po międzynarodowej konferencji z 1987 (w 300–rocznicę utworzenia apteki). W niepodległej Białorusi budynek przekazano w dzierżawę spółce "Biotest" pod warunkiem przekształcenia budynku w Muzeum. W jego zbiorach znajdują się dokumenty i zdjęcia świadczące o przeszłości apteki, kolekcje naczyń i sprzętu aptekarskiego oraz leki z ubiegłych stuleci.

## Budynek
Budynek apteki został przebudowany w 1763 i bardzo znacznie w 1885. Wskutek zmian, całkowitemu zatarciu uległy jej barokowe cechy i obecnie nie wyróżnia się spośród otaczającej ją zabudowy. Budynek apteki przylega do kościoła oraz klasztoru jezuitów. 